# Identité visuelle
L'identité visuelle ou identité graphique est un ensemble d'éléments visuels cohérents qui permettent d'identifier une même entité au travers des différents médias de communication qu'elle émet. Elle exprime grâce à un style graphique propre à l'entreprise, les valeurs, l'activité et les ambitions de celle-ci et se traduit par des signes, des couleurs, des formes, des textes ainsi que des mises en forme. L'identité graphique se décline sur tout support : documents, tracts, enseigne matérielle, mais aussi sites web ou produits promotionnels. Elle permet de reconnaître l'entité qui émet le document, qu'il s'agisse d'une structure (entreprise, institution, association), d'une marque, ou d'un projet.
L'identité graphique peut être informelle, de fait, ou codifiée par un ou plusieurs documents. Lorsqu'elle est formalisée, elle s'exprime dans une charte graphique, qui précise par exemple les modalités de représentation du logo ou de l'insigne de l'entité. Cette identité graphique est parfois doublée d'une identité sonore.
La définition de l'identité graphique est souvent considérée comme un choix stratégique par les entreprises ou les institutions. L'identité visuelle choisie doit être en adéquation avec l'activité de l'entité ou les valeurs qu'elle souhaite véhiculer (dynamisme, élégance...). Elle revêt alors une importance marketing.

## Création
L'identité visuelle passe par trois phases successives.
- La pré-création, qui consiste à une analyse documentaire comprenant un recueil d'information sur l'histoire, les activités et l'organisation de l'entreprise. Elle précise à ce moment-là quels seront les supports de communication (papeterie, bâtiment, véhicules, produits, emballages, etc.). Ce premier contact avec l'entreprise permet de connaître les attentes du commanditaire et de mettre en place le futur projet. C'est pendant cette phase qu'est constitué le cahier des charges. Celui-ci regroupe toutes les recherches, idées et contraintes du graphiste et permet de trouver des réponses à la demande du client. Ce dossier est donc le pilier du projet et évite de s'engager dans des directions indésirables. Il doit évoluer au fil des recherches et/ou être complété afin de ne pas rester figé. Il a de plus pour but d'être consulté par tous les acteurs du projet et de les informer sur le travail de chacun. La collaboration entre les différents participants est donc essentielle.
- La création, quant à elle, explore toutes les idées possibles et imaginables sous forme de croquis non achevés. Ceci permet d'avoir un aperçu de différents rendus et de faire un choix approchant le plus possible de la demande du client. Le graphiste apporte des solutions auxquelles le commanditaire n'avait pas pensé ainsi qu'un œil nouveau. Pour cela il travaille essentiellement sur informatique à l'aide, entre autres, de logiciels bitmaps ou vectoriels comme Photoshop et Illustrator. Cependant il se doit d'être polyvalent et de recouvrir différents domaines, mais peut néanmoins sous-traiter à un infographiste.
- L'application sur les supports plastiques est la création d'un style graphique propre à l'entreprise. Il doit être immédiatement compréhensible et facilement mémorisable. Le rendu doit être clair et cohérent. L'identité visuelle réalisée doit être une représentation très explicite de ce qu'est l'entreprise. Plus l'identité visuelle est claire et précise, avec des variations selon la charte graphique, plus l'identification sera rapide et donc restera dans les esprits.

## Mise en place
Pour établir une identité visuelle, afin de mettre en place la communication visuelle d'une entreprise, des représentations graphiques sont créées : logo, forme, typographie, couleur(s), mot(s), slogan, etc.
Le logo doit être simple, universel, clair et compréhensible tant par l'entreprise que par le consommateur. Il est généralement assez épuré et il est conçu pour être appliqué sur différents supports : surfaces planes et en volume.
L'identité visuelle est liée à la sémiologie puisque celle-ci étudie les conditions dans lesquelles des signes produisent du sens. La sémiologie s'applique tant au design graphique qu'au design produit. Il donne un sens et une valeur narrative au produit et au logotype.
Les divers éléments visuels caractéristiques qui peuvent être :
- un texte suffisamment notoire (nom, acronyme, slogan publicitaire…) ; ex. : SNCF ;
- des couleurs ; ex. : le jaune AC 311 de la Poste ;
- des images (notamment un logo, un insigne, des armoiries) ; ex. : la pomme croquée pour Apple, l'hermine de Bretagne ;
- des police de caractères ; ex. : Futura, longtemps utilisée par IKEA pour son enseigne ;
voire une calligraphie spécifique ; ex. : Coca-Cola pour son logo, ou New Man avec son logo ambigramme ;
- etc.

## Enjeux
La définition de l'identité graphique est souvent considérée comme un choix stratégique par les entreprises ou les institutions. L'identité visuelle choisie doit être en adéquation avec l'activité de l'entité ou les valeurs qu'elle souhaite véhiculer (dynamisme, élégance...). Elle revêt alors une importance marketing. La représentation de l'entreprise doit être en accord avec les habitudes, les comportements, les croyances et les discours des futurs clients. La promotion de l'entreprise est accomplie si le logo de cette dernière est connu de tous. Cela participe à la stratégie de l'entreprise ou de la marque et favorise sa performance.